# Hitachi Power Office

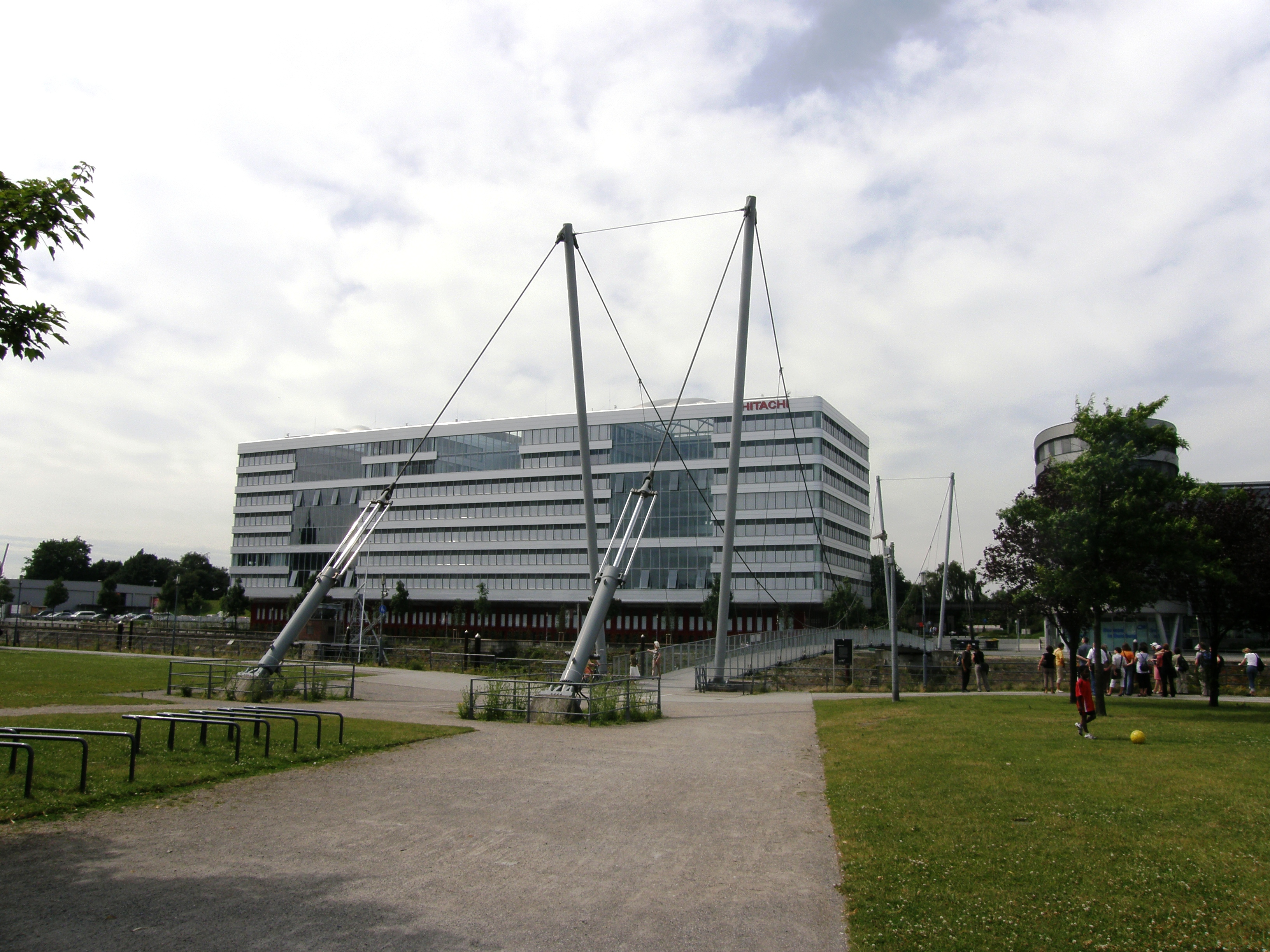
Das Hitachi Power Office hinter der Buckelbrücke

Das Hitachi Power Office ist ein Bürogebäude im Innenhafen von Duisburg direkt an der Buckelbrücke und den Five Boats.
Das 2006 bis 2007 errichtete, siebenstöckige Bürogebäude in Form eines Akkublocks beherbergt die Deutschlandzentrale von Hitachi Power Europe mit 600 Mitarbeitern. Erbaut wurde es unter der Leitung des Essener Projektentwicklers Kölbl Kruse GmbH nach den Plänen des Architekturbüros Bahl und Partner Architekten vom Bauunternehmen Hochtief Construction AG. Besondere Baukennzeichen sind große Glasfassaden und Aluminium an den Außenflächen, zwei innen liegende, überdachte Atrien, eine repräsentative Eingangshalle sowie Bibliothek. Zwei Tiefgaragenebenen sowie Außenflächen bieten mehr als 500 Parkplätze für die Mitarbeiter und Besucher. Umbaut wurden 22.500 m² Fläche, die Nutzfläche beträgt 16.500 m². Die Hannover Leasing erwarb den Bürokomplex für 45 Millionen Euro, Alleinmieter ist die Hitachi Power Europe.
Von 1894 bis 1967 befand sich an dieser Stelle die Koch & Co Getreidelagerei. Während des Ersten Weltkrieges und anschließend durch einen Großbrand waren die Getreidesilos vernichtet und danach wieder aufgebaut worden. 1933 wurde ein siebengeschossiger Schüttbodenspeicher, 1938 ein giebelständiger Silo errichtet. Der Abriss der inzwischen verfallenen, sogenannten „Schmuddelspeicher“ und eines Bürohauses erfolgte 2004.